# Rise Like a Phoenix
A Rise Like a Phoenix (magyarul: Felemelkedni, mint egy főnix) Conchita Wurst osztrák drag queen énekes dala, amellyel Ausztria képviseletében megnyerte a 2014-es Eurovíziós Dalfesztivált Koppenhágában. A dal belső kiválasztás során nyerte el a dalversenyen való indulás jogát.

## Az Eurovíziós Dalfesztivál
2013. szeptember 10-én az ORF bejelentette, hogy a drag queen énekest választották ki, hogy képviselje Ausztriát a következő Eurovíziós Dalfesztiválon. Ezután kezdték el keresni versenydalát, amelyre nyílt pályázatot írtak ki, melyre közel 70-80 darab pályamű érkezett. A dalról egy szakmai zsűri döntött 10 nappal a dalbeküldési határidő időpontja előtt. Az idő rövidsége miatt, nem találták Ausztriában olyan szimfonikus zenekart, akik el tudták volna vállalni a zenei alap felvételét. Végül a dal producerei felkeresték a magyar származású Johnny K. Palmert, aki egy magyar szimfonikus zenekarhoz fordult, hogy vegyék fel az alapot a dalhoz. Így a dal a Magyar Rádió 22-es stúdiójában, a Budapest Art Orchestra közreműködésével készült el. A zenei alapot délelőtt vették fel Budapesten, délután pedig Bécsben Conchita ráénekelt a felvett szimfonikus alapra, másnapra pedig elkészült a versenydal, amely 2014. március 18-án jelent meg, és ezzel ez volt a verseny utolsó bemutatott dala.
A dalfesztivál előtt Madridban, Rigában, Amszterdamban és Londonban eurovíziós rendezvényeken népszerűsítette versenydalát, emellett interjúkat adott és fellépett az ír, belga és a holland köztelevíziók műsoraiban is.
A dalt először a május 8-án rendezett második elődöntőben adta elő, fellépési sorrendben hatodikként, a Lengyelországot képviselő Donatan és Cleo My Słowianie című dala után és a Litvániát képviselő Vilija MatačiūnaitėAttention című dala előtt. Az elődöntőből első helyezettként sikeresen továbbjutott a május 10-i döntőbe, ahol fellépési sorrendben tizenegyedikként lépett fel, a Görögországot képviselő Freaky Fortune duó és RiskyKidd Rise Up című dala után és a Németországot képviselő Elaiza Is It Right című dala előtt. A szavazás során összesítésben 290 ponttal (Belgiumtól, az Egyesült Királyságtól, Finnországtól, Görögországtól, Hollandiától, Írországtól, Izraeltől, Olaszországtól, Portugáliától, Spanyolországtól, Svájctól, Svédországtól, és Szlovéniától maximális pontot kapott) megnyerte a versenyt és megszerezte Ausztria második eurovíziós győzelmét, egyben a 2015-ös Eurovíziós Dalfesztivál rendezési jogát is elnyerte.
2015-ben Eurovíziós Dalfesztivál hatvanadik évfordulója tiszteletére egy gálaműsort rendeztek Londonban, ahol az énekes ismét előadta dalát.
A következő osztrák induló The Makemakes volt a I Am Yours című dalával a hazai rendezésű 2015-ös Eurovíziós Dalfesztiválon, Bécsben.
A következő győztes a Svédországot képviselő Måns Zelmerlöw Heroes című dala volt.

### Kapott pontok
Második elődöntő
| Össz | Szavazó országok | Szavazó országok | Szavazó országok | Szavazó országok | Szavazó országok | Szavazó országok | Szavazó országok | Szavazó országok | Szavazó országok | Szavazó országok | Szavazó országok | Szavazó országok | Szavazó országok | Szavazó országok | Szavazó országok | Szavazó országok | Szavazó országok   | Szavazó országok |
| Össz | Málta            | Izrael           | Norvégia         | Grúzia           | Lengyelország    | Litvánia         | Finnország       | Írország         | Fehéroroszország | Macedónia        | Svájc            | Görögország      | Szlovénia        | Románia          | Németország      | Olaszország      | Egyesült Királyság |                  |
| ---- | ---------------- | ---------------- | ---------------- | ---------------- | ---------------- | ---------------- | ---------------- | ---------------- | ---------------- | ---------------- | ---------------- | ---------------- | ---------------- | ---------------- | ---------------- | ---------------- | ------------------ | ---------------- |
| 169  | 10               | 10               | 8                | 10               | 10               | 10               | 12               | 12               | 7                | 6                | 12               | 12               | 10               | 12               | 4                | 12               | 12                 |                  |

Döntő
| Össz | Szavazó országok | Szavazó országok | Szavazó országok | Szavazó országok | Szavazó országok | Szavazó országok | Szavazó országok | Szavazó országok | Szavazó országok | Szavazó országok | Szavazó országok | Szavazó országok | Szavazó országok | Szavazó országok | Szavazó országok | Szavazó országok | Szavazó országok | Szavazó országok | Szavazó országok | Szavazó országok | Szavazó országok | Szavazó országok | Szavazó országok | Szavazó országok | Szavazó országok   | Szavazó országok | Szavazó országok | Szavazó országok | Szavazó országok | Szavazó országok | Szavazó országok | Szavazó országok | Szavazó országok | Szavazó országok | Szavazó országok | Szavazó országok | Szavazó országok |
| Össz | Ukrajna          | Fehéroroszország | Azerbajdzsán     | Izland           | Norvégia         | Románia          | Örményország     | Montenegró       | Lengyelország    | Görögország      | Németország      | Svédország       | Franciaország    | Oroszország      | Olaszország      | Szlovénia        | Finnország       | Spanyolország    | Svájc            | Magyarország     | Málta            | Dánia            | Hollandia        | San Marino       | Egyesült Királyság | Lettország       | Észtország       | Albánia          | Belgium          | Moldova          | Portugália       | Izrael           | Grúzia           | Litvánia         | Írország         | Macedónia        |                  |
| ---- | ---------------- | ---------------- | ---------------- | ---------------- | ---------------- | ---------------- | ---------------- | ---------------- | ---------------- | ---------------- | ---------------- | ---------------- | ---------------- | ---------------- | ---------------- | ---------------- | ---------------- | ---------------- | ---------------- | ---------------- | ---------------- | ---------------- | ---------------- | ---------------- | ------------------ | ---------------- | ---------------- | ---------------- | ---------------- | ---------------- | ---------------- | ---------------- | ---------------- | ---------------- | ---------------- | ---------------- | ---------------- |
| 290  | 8                |                  | 1                | 10               | 10               | 8                |                  | 2                |                  | 12               | 7                | 12               | 10               | 5                | 12               | 12               | 12               | 12               | 12               | 10               | 10               | 8                | 12               |                  | 12                 | 6                | 4                | 5                | 12               | 7                | 12               | 12               | 10               | 10               | 12               | 3                |                  |

### Díjak
A sajtódíj kategóriában megnyerte a Marcel Bezençon-díjat.

## Dalszöveg
| Rise like a phoenix Out of the ashes Seeking rather than vengeance Retribution You were warned Once I'm transformed Once I’m reborn You know I will rise like a phoenix But you're my flame – A dal refrénje | Felemelkedek, mint egy főnix Ki a hamuból Inkább a keresés, mint bosszú Büntetés, Figyelmeztettelek Egyszer átalakultam Egyszer újjászülettem Tudod, fel fogok emelkedni, mint egy főnix De te vagy a lángom – A dal refrénje magyarul |

## Galéria
- Bemutatkozó videó (angolul)
- Bemutatkozó videó (németül)

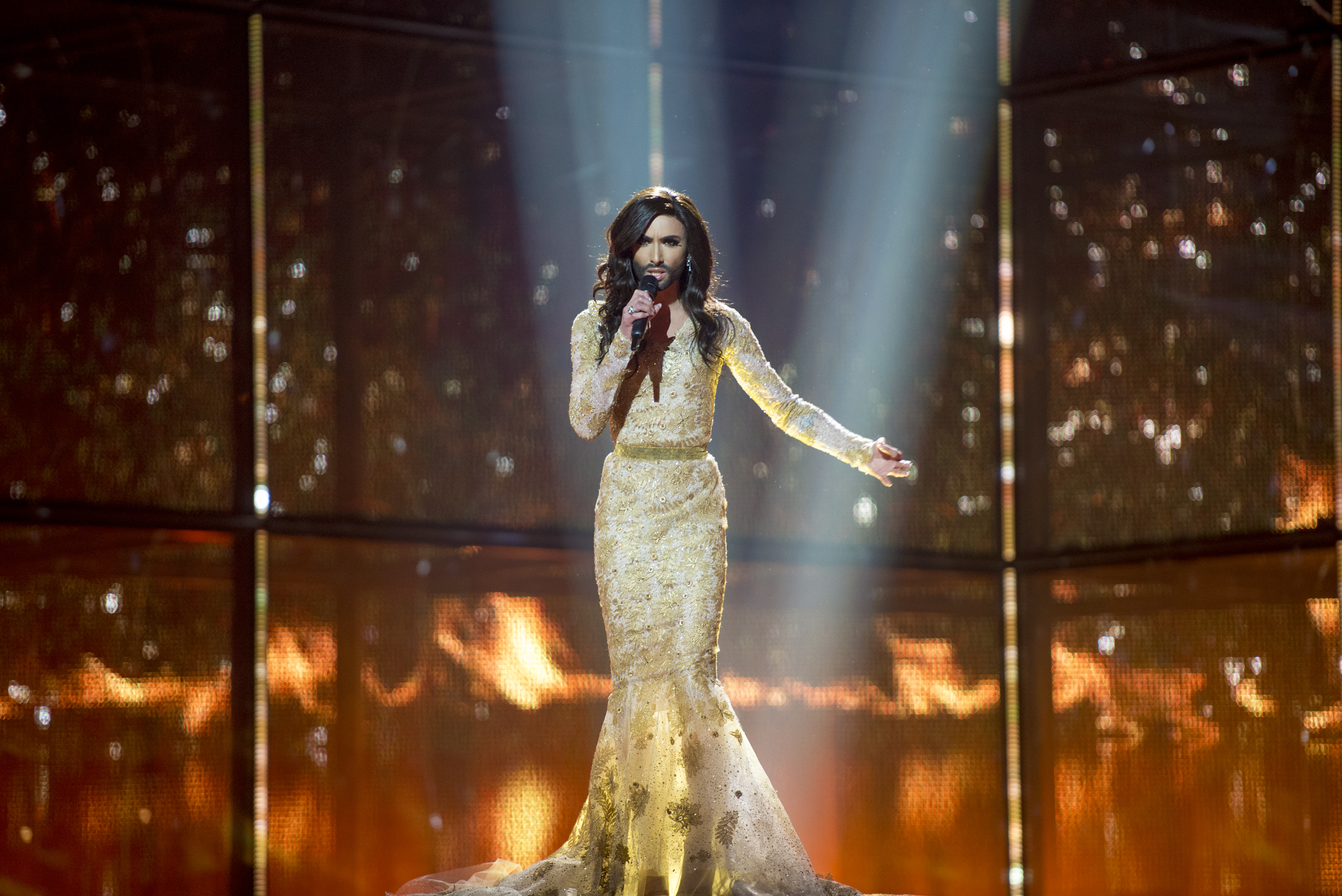
Az első elődöntő főpróbáján
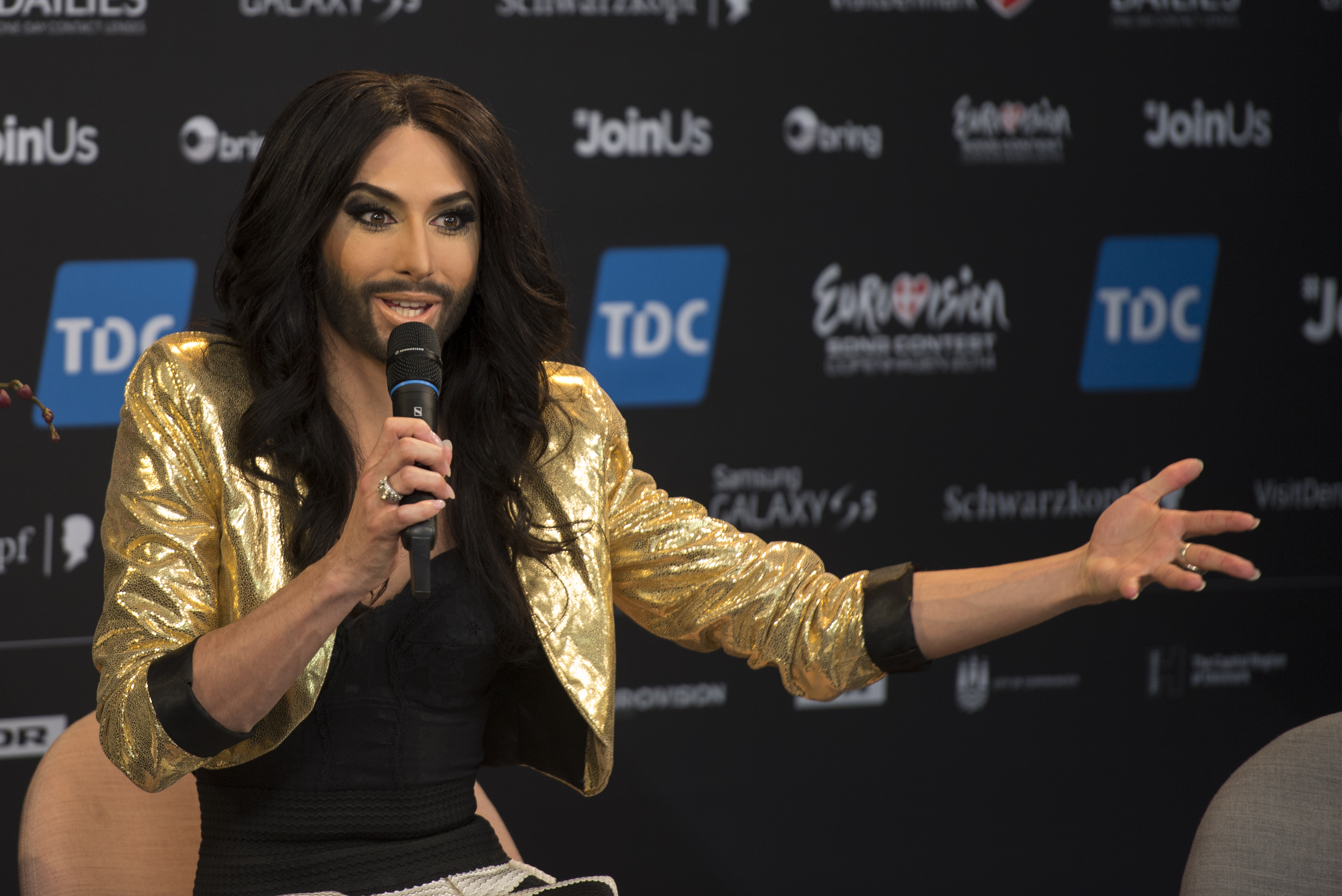
Az első próba utáni sajtótájékoztatón
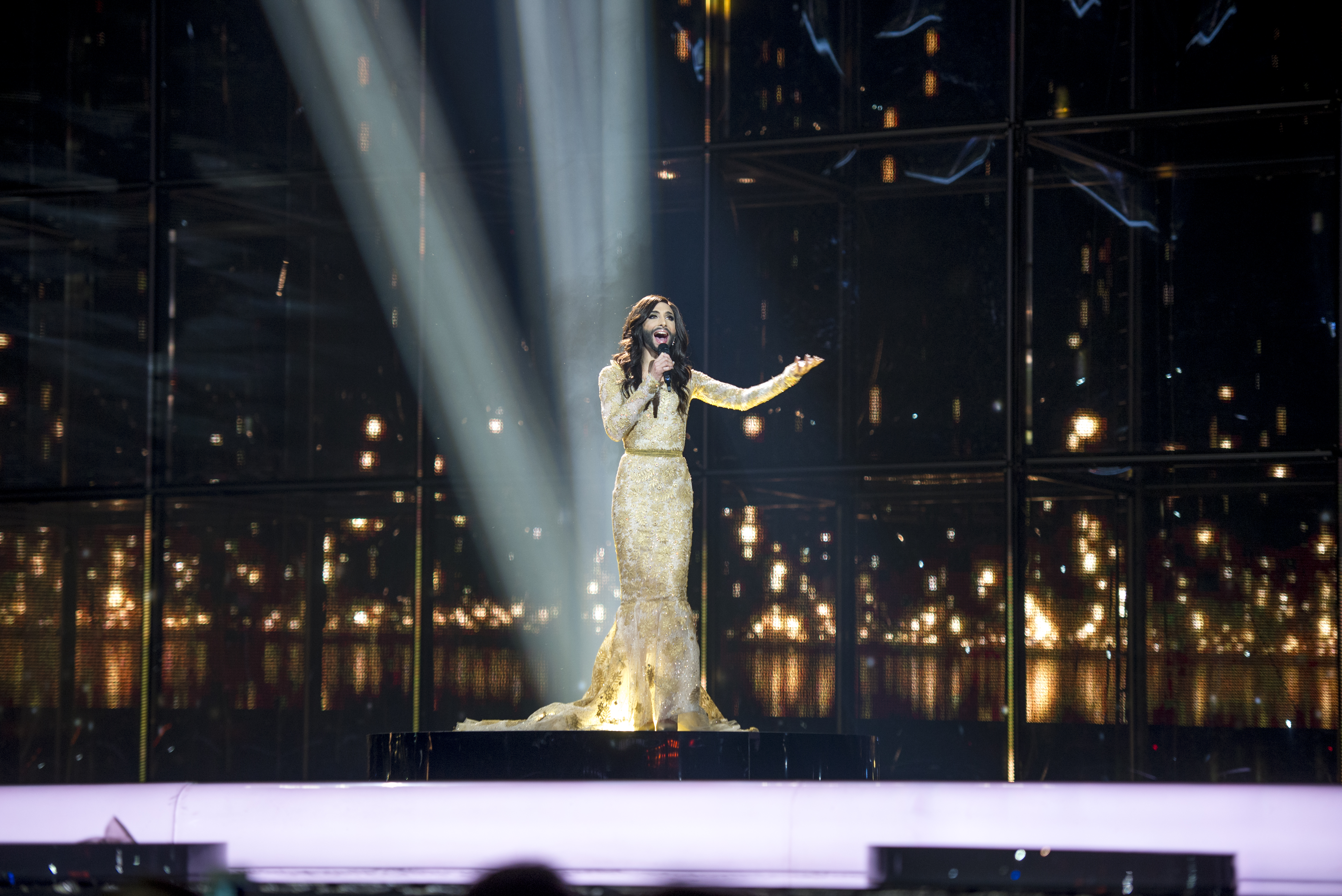
Az döntő főpróbáján
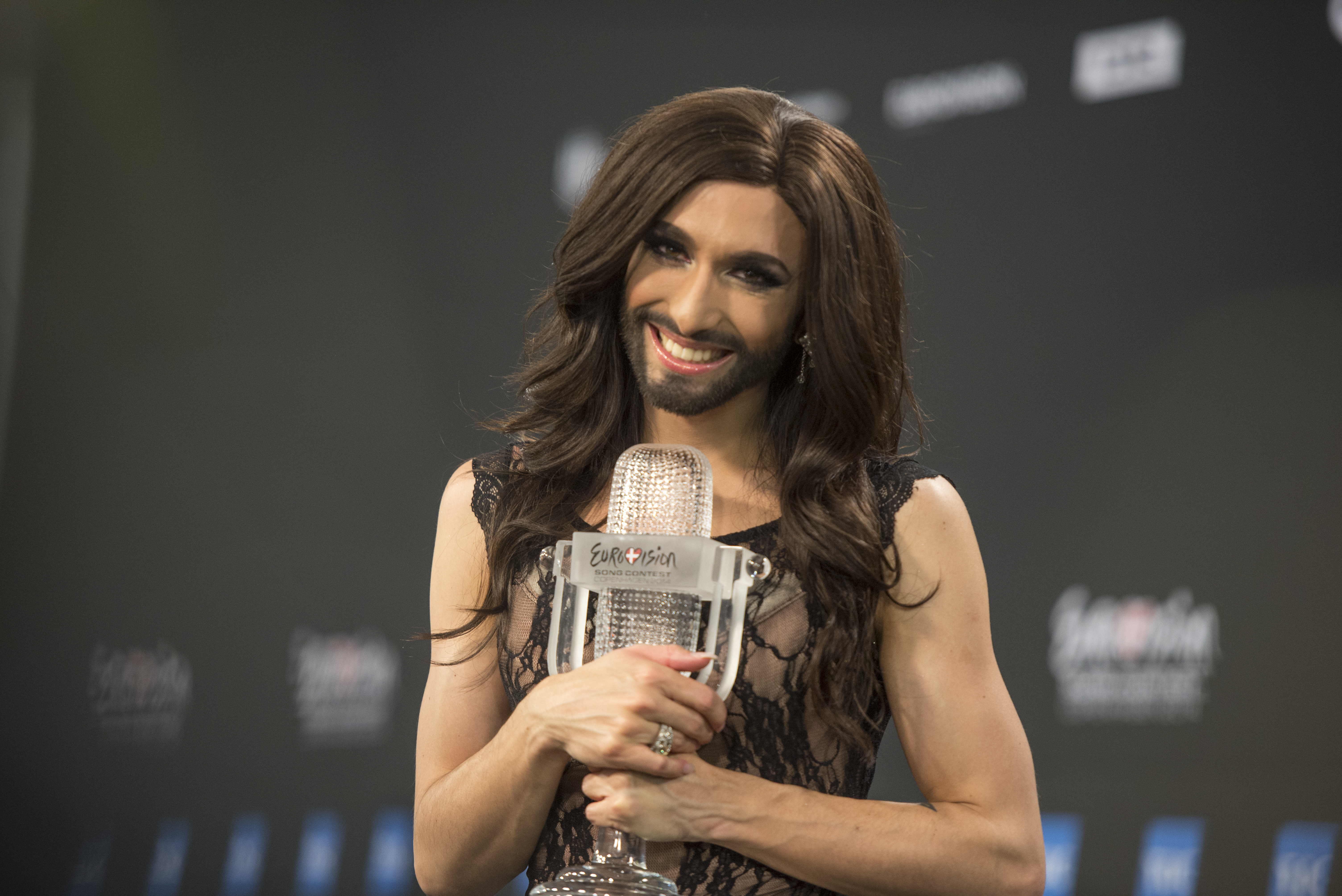
A döntő utáni sajtótájékoztatón